# Majuskelschrift

Inschrift der Trajanssäule in der Majuskelschrift Capitalis monumentalis

Eine Majuskelschrift oder Versalschrift ist in der Paläografie und der Typografie eine Schriftart, die nur Majuskeln (Großbuchstaben) und keine Minuskeln (Kleinbuchstaben) verwendet. Einige historische Majuskelschriften werden als Kapitalschrift bezeichnet.

## Majuskelschriften
Den Begriff der Majuskelschrift gibt es nur bei Schriften mit Großbuchstaben und Kleinbuchstaben, also beispielsweise beim lateinischen, kyrillischen, griechischen und armenischen Alphabet, nicht dagegen etwa bei der chinesischen Schrift.

### Historische Majuskelschriften
Historische Majuskelschriften werden in vier Zeitepochen eingeteilt:
- Griechische Majuskel (9. bis 3. Jahrhundert v. Chr.) – im Unterschied zur griechischen Unziale (3. Jahrhundert v. Chr. bis 12. Jahrhundert n. Chr.) und zur späteren griechischen Minuskel.
- Capitalis, römische Majuskel (7. Jahrhundert v. Chr. bis 5. Jahrhundert n. Chr.). Dazu gehört die Capitalis monumentalis, die sich im Römischen Reich bis etwa 100 v. Chr. ausbildete. Sie diente als Grundlage für die Entwicklung der heutigen Großbuchstaben.
- Unziale (4. bis 8. Jahrhundert). Halbunziale als Übergangsform.
- Gotische Majuskel (13. und 14. Jahrhundert), eine rein epigraphische Schrift, der auf Inschriften frühgotische (Ende des 11. bis 13. Jahrhundert), gotische (14. Jahrhundert) und spätgotische (16. Jahrhundert) Minuskeln gegenüberstehen. Die „ältere Form der gotischen Inschriftenmajuskel“ stellt mehr eine Majuskel-Buchschrift bzw. eine Gotische Unziale dar.[1]

### Moderne Majuskelschriften

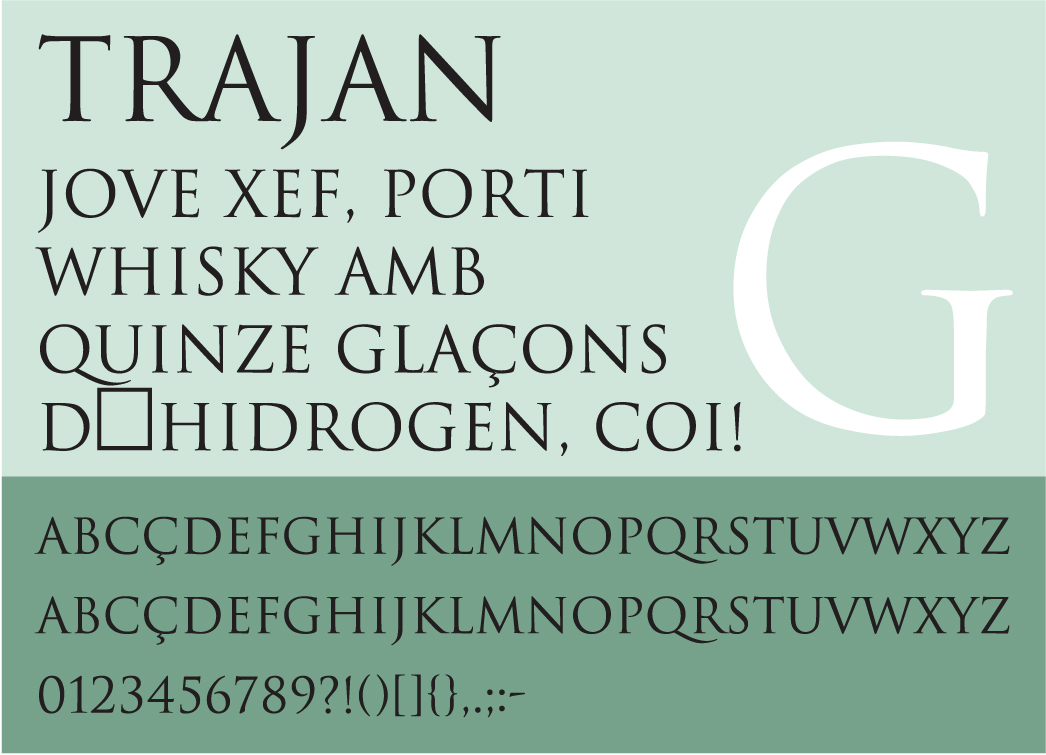
Die Schriftart Trajan

Das Wort Balloon in der modernen Majuskelschrift Balloon

Auch in der modernen Typografie gibt es einige Majuskelschriften, z. B. die Schriftart Trajan. Sie ahmt die römische Capitalis monumentalis nach, die auf der Trajanssäule zu sehen ist. Während heutige Großbuchstaben in der Regel alle auf derselben Grundlinie stehen, reichen bei der Trajan die Buchstaben J und Q weiter nach unten.
Ein anderes Beispiel ist die Schriftart Balloon, die sich am Stil englischsprachiger Comics orientiert (englisch balloon steht hier für „Sprechblase“).